# María Antonia de Baviera

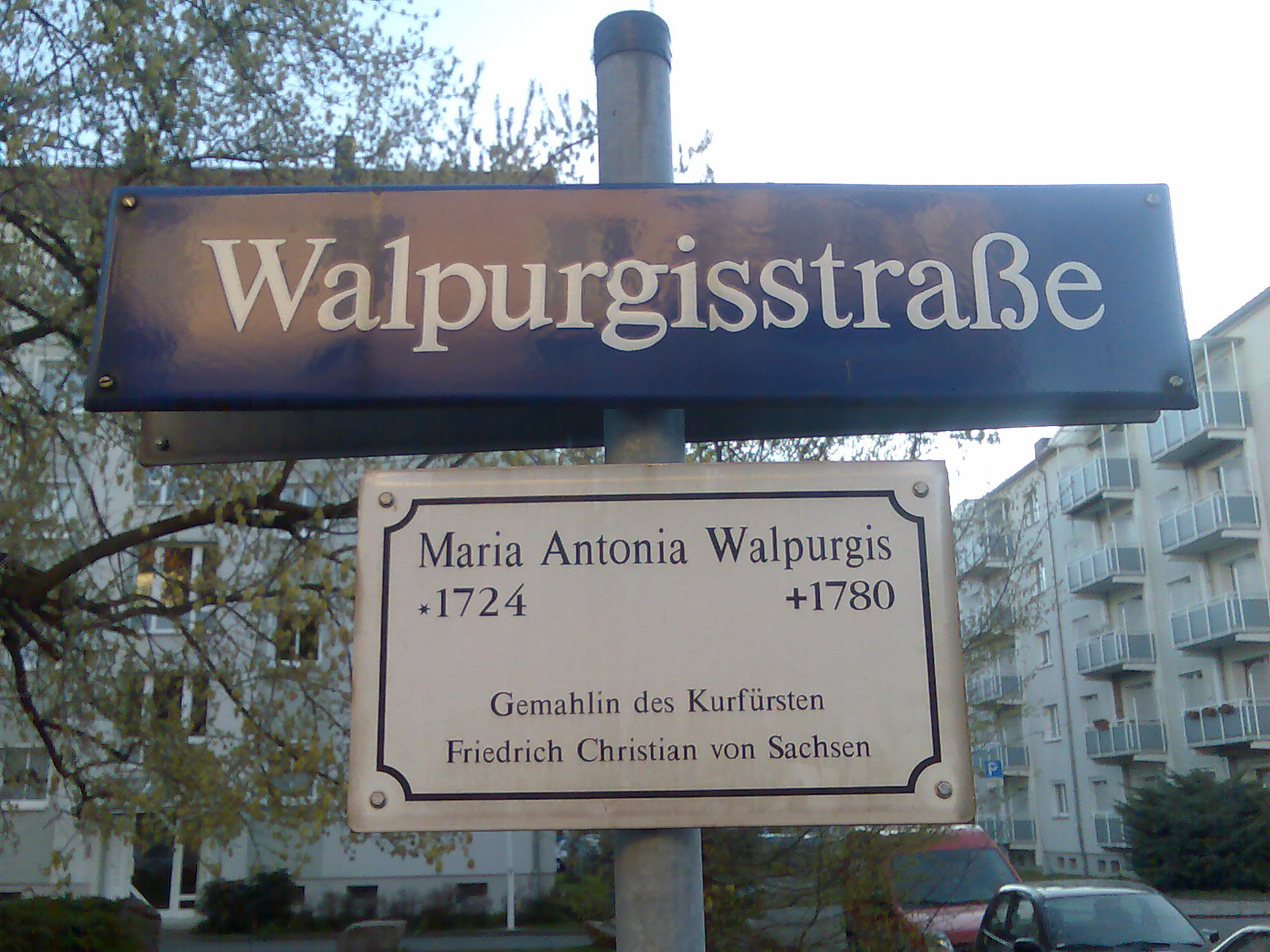
Calle dedicada a María Antonia Walpurgis en Dresde, Alemania.

María Antonia de Baviera (en alemán, Maria Antonia von Bayern; Múnich, 18 de julio de 1724-Dresde, 23 de abril de 1780) fue una mecenas, compositora, pintora y escritora alemana, conocida sobre todo por sus óperas: Il trionfo della fedeltà («El triunfo de la fidelidad») y Talestri, regina delle amazoni («Talestri, reina de las amazonas»). Fue Electora de Sajonia como esposa de Federico Christian, Elector de Sajonia. Tras la muerte de éste en 1763, se convirtió en regente de Sajonia para su hijo Federico Augusto I de Sajonia.

## Biografía
Bautizada Maria Antoina Walpurgis Symphorosa, nació en el palacio de Nymphenburg de Múnich, hija de la archiduquesa Maria Amalia de Austria,  hija menor del emperador José I, y del  príncipe elector Karl Albert de Baviera  (posteriormente emperador del Sacro Imperio Romano Germánico como Carlos VII). A lo largo de su vida recibió una educación sobresaliente, sobre todo en las artes; entre ellas, la de pintar y escribir poesía, así como música. 
Como la hija mayor sobreviviente de sus padres, y por lo tanto buscada para un matrimonio entre los príncipes europeos, tuvo una importancia política desde el principio y disfrutó de una educación adecuada, que también incluyó pintura, poesía y aprender a tocar instrumentos. Ella sería la única de todos sus hermanos en tener descendencia. 

## Matrimonio y descendencia
El 13 de junio de 1747 contrajo matrimonio por poderes en Múnich con Federico Christian, heredero del Electorado de Sajonia, mientras que se casarían en persona en Dresde el 20 de junio de 1747. Ese mismo año se convirtió en miembro de la Accademia dell'Arcadia de Roma, una institución importante en la reforma operística. Con su matrimonio, se trasladó a Dresde. Con Friedrich Christian tuvo nueve hijos, siete de los cuales sobrevivieron a la infancia.
Tuvieron los siguientes hijos:
- Hijo (9 de junio de 1748), fallecido tras el parto.
- Federico Augusto (1750-1827), elector y posteriormente el primer rey de Sajonia y gran duque de Varsovia. Se casó con la condesa palatina Amalia de Zweibrücken-Birkenfeld y fue padre de la princesa María Augusta de Sajonia.
- Carlos Maximiliano (1752-1781), príncipe de Sajonia. Murió soltero y sin hijos.
- José María (1754-1763), príncipe de Sajonia. Murió en la infancia.
- Antonio Clemente (1755-1836), elector de Sajonia y posteriormente rey de Sajonia. Se casó en primeras nupcias con la princesa María Carolina de Saboya, con la cual no tuvo hijos. Más tarde se volvió a casar con la archiduquesa María Teresa de Austria, con la que no tuvo hijos sobrevivientes.
- María Amalia (1757-1831), casada con el conde palatino Carlos II de Zweibrücken-Birkenfeld; tuvieron un hijo fallecido en la infancia.
- Maximiliano María (1759-1838), se casó con la princesa Carolina de Borbón-Parma; tuvo descendencia.
- Teresa María (1761-1820), murió soltera y sin hijos.
- Hijo nacido muerto (1762).

## Regencia
Abandonó Dresde en 1759, durante la Guerra de los Siete Años, y se refugió en Praga y Múnich, pero regresó cuando su marido accedió al trono en 1763. Éste murió diez semanas después de viruela, el 17 de diciembre, y su hijo Federico Augusto le sucedió. Como su hijo era menor de edad, fue regente junto con su cuñado Francisco Javier hasta que su hijo alcanzó la mayoría de edad en 1768. Durante su regencia, se opuso al acto de su corregente de renunciar a las pretensiones de su hijo al trono polaco en 1765. Su regencia terminó en 1768, cuando su hijo alcanzó la mayoría de edad.

## Vida pública y últimos años
Como empresaria fue activa: en 1763 invirtió en una fábrica textil y poseyó desde 1766 la Bayrische Brauhaus (cervecería bávara) en Dresde. Fue miembro de la orden de las Esclavas de la Virtud, con cuyo hábito se la enterró. Hacia el final de su vida escribió un tratado “De la fortificación del alma contra los horrores de la muerte”.
Descansa en la Cripta del donante de la Iglesia católica de la corte.

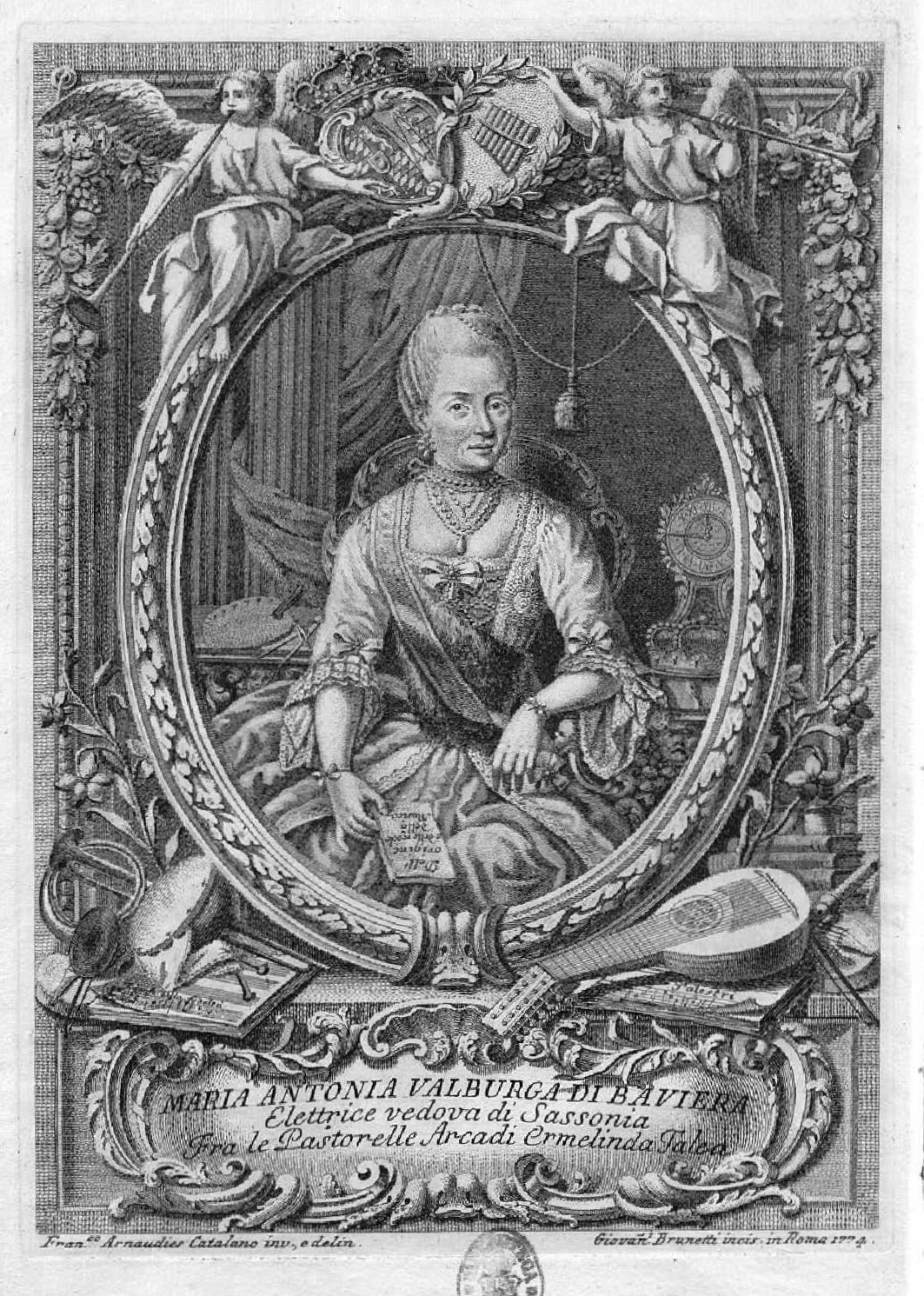
Juan Brunetti: Retrato de Maria Antonia Valburga de Baviera tras la portada de la obra de Antonio Eximeno, Dell origine e delle regole della musica, Roma, 1774. Biblioteca Nacional de España.

## Formación musical y composición
Durante su estancia en Múnich, Maria Antonia estudió música con los renombrados compositores de ópera Giovanni Battista Ferrandini y Giovanni Porta. Tras trasladarse a Dresde, continuó sus estudios con Giovanni Alberto Ristori, Nicola Porpora y Johann Adolph Hasse. De hecho, la ópera desempeñó un papel fundamental a lo largo de la vida de Maria Antonia. La corte de Múnich celebró su nacimiento con una representación de la ópera Amadís de Grecia, de Pietro Torri. Su compromiso con Friedrich Christian también se celebró con representaciones de ópera, como La Spartana generosa de Hasse, decorada por Bibiena, y la ópera de Gluck Le nozze d'Ercole e d'Ebe. Poco después de trasladarse a Dresde, escribió el libreto del oratorio de Hasse La conversione di Sant'Agostino (1750), además de su labor como compositora. Su estilo compositivo muestra una gran afinidad con el de Hasse, especialmente con su concepción de la ópera seria. También actuó activamente como cantante y teclista en representaciones cortesanas, incluyendo papeles principales en sus dos óperas. Además de sus dos óperas, se le atribuyen varias arias, una pastoral, intermezzos, meditaciones y motetes.  Ella fue aceptada en la Academia Romana de los Árcades, una institución literaria activa internacionalmente para reformar la ópera. Los miembros se asociaron entre sí sin considerar sus diferencias de clase y, en el sentido de una vida rural simple y natural, adoptaron nombres de pastores (seudónimos) para este propósito. María Antonia fue nombrada Ermelinda Talea Pastorella Arcadia (ETPA).
Patrocinó a científicos y artistas, como por ejemplo la familia de pintores Mengs y el director de orquesta Johann Gottlieb Naumann.
El libro de Christine Fischer "Instrumentierte Visionen der Macht" (Visiones instrumentadas del poder) contiene una lista detallada de fuentes y obras (notas y textos escritos a mano e impresos). La obra de María Antonia Walpurgis como escenario de la auto-puesta en escena política (2007).
- Óperas:
  - Il Trionfo della fedeltá (con la ayuda de Hasse y Metastasio), primera representación en el verano de 1754 en Dresde. Impresión de texto. Impresión de partituras (3 volúmenes) Breitkopf, Leipzig 1754.[4]

- Talestri, Reina de las Amazonas en su propio libreto, primera representación el 6 de febrero de 1760 o 1763 en Nymphenburg. Impresión de texto. Partitura (3 volúmenes) Breitkopf, Leipzig 1765. El libreto también fue musicalizado por otros compositores como Giovanni Battista Ferrandini (posiblemente alrededor de 1760), Johann Gottfried Schwanberger (1764) y Domenico Fischietti (1773).

- Otros trabajos
  - Texto para el oratorio La conversión de S. Agustín de Hasse, 1750. Una versión alemana como drama hablado con el nombre El Agustín Convertido se publicó en 1753 y 1766 en la etapa clerical del agustino Peter Obladen de Ulm.
- Otros textos para cantatas de Hasse, Manna y Ristori.
- Contribuciones musicales a numerosas arias, pastorales, interludios, meditaciones y motetes.[4]
- Correspondencia con Federico el Grande.[4]

### Talestri
La reina amazona Thalestri aparece en numerosas obras de la mitología griega y, como muchas de estas historias y ciclos míticos, se convirtió en un tema frecuente de obras a lo largo de la Edad Media tardía y más allá. El poeta francés Gautier de Coste LaCalprenède revivió la historia de la novela Casandra (1644-1650), aunque la historia fue alterada desde la cuenta de semi-histórica que involucra a Alejandro Magno a uno que implica Orontes, príncipe de los Massagetes, como el macho de lámina de Talestris.
Varias óperas abordaron el mismo tema durante el siglo siguiente, con María Antonia elaborando su propio libreto y música. La trama se centra en la relación de Talestris con un gobernante (y un hombre) escita, Orontes, como en la versión de La Calprenède. Además del personaje principal, otros dos personajes destacados son mujeres: Antiope, su consejera, que también se enamora de un hombre escita, Learchus; y Tomiris, la suma sacerdotisa de Diana, quien es —como se reveló cerca del final de la ópera— la madre de Orontes. Al final, la trama termina felizmente, con cada pareja unida y la guerra evitada, mientras los escitas y las amazonas logran coexistir pacíficamente. La representación del gobernante benevolente y reflexivo Talestris que llega a la mayoría de edad como líder político sugiere la posibilidad de que la ópera sea una interpretación semiautobiográfica de la propia María Antonia.

## Recepción de la crítica
Las óperas de María Antonia fueron publicadas con éxito por Breitkopf y gozaron de cálidas críticas tanto en sus estrenos en el teatro de la corte, en el que cantó, como en otras ciudades europeas. El crítico musical Charles Burney elogió su ópera y su canto en su obra de 1773, El estado actual de la música en Alemania, los Países Bajos y las Provincias Unidas. También es de destacar que el filósofo y teórico de la música Antonio Eximeno y Pujades incluyó un aria de Talestri en su tratado de 1774 "Dell origine e delle regole della musica", poniéndola en compañía de otros cinco compositores seleccionados: Palestrina, Nanini, Clari, Pergolesi y Corelli. Aunque su música es tratada de forma algo más amplia y con menos análisis musical, todo el tratado se utiliza para modelar técnicas compositivas, lo que implica un gran respeto por su obra de Antonio Eximeno y Pujades, y presumiblemente de otros contemporáneos.
En 1859, Amely Bölte escribió una biografía detallada con el nombre de María Antonia, o Dresde hace 100 años, que ella misma llamó una "novela biográfica", pero en el prólogo declaró expresamente que se basaba únicamente en hechos tradicionales.

## Ancestros
| María Antonia de Baviera | Padre: Carlos VII del Sacro Imperio Romano Germánico | Abuelo paterno: Maximiliano II Emanuel de Baviera         | Bisabuelo paterno: Fernando María de Baviera                     |
| María Antonia de Baviera | Padre: Carlos VII del Sacro Imperio Romano Germánico | Abuelo paterno: Maximiliano II Emanuel de Baviera         | Bisabuela paterna: Enriqueta Adelaida de Saboya                  |
| María Antonia de Baviera | Padre: Carlos VII del Sacro Imperio Romano Germánico | Abuela paterna: Teresa Cunegunda Sobieska                 | Bisabuelo paterno: Juan III Sobieski de Polonia                  |
| María Antonia de Baviera | Padre: Carlos VII del Sacro Imperio Romano Germánico | Abuela paterna: Teresa Cunegunda Sobieska                 | Bisabuela paterna: María Casimira Luisa de la Grange d'Arquien   |
| María Antonia de Baviera | Madre: María Amalia de Austria                       | Abuelo materno: José I del Sacro Imperio Romano Germánico | Bisabuelo materno: Leopoldo I del Sacro Imperio Romano Germánico |
| María Antonia de Baviera | Madre: María Amalia de Austria                       | Abuelo materno: José I del Sacro Imperio Romano Germánico | Bisabuela materna: Leonor Magdalena del Palatinado-Neoburgo      |
| María Antonia de Baviera | Madre: María Amalia de Austria                       | Abuela materna: Guillermina Amalia de Brunswick-Luneburgo | Bisabuelo materno: Juan Federico de Brunswick-Luneburgo          |
| María Antonia de Baviera | Madre: María Amalia de Austria                       | Abuela materna: Guillermina Amalia de Brunswick-Luneburgo | Bisabuela materna: Benedicta Enriqueta del Palatinado            |

## Distinciones honoríficas
- Dama de gran cruz de la Orden de Santa Catalina ( Imperio ruso).
- Dama de primera clase de la Orden de la Cruz Estrellada ( Sacro Imperio Romano Germánico).